# Andy Little
Andy Little (Enniskillen, 12 mei 1989) is een Iers voetballer die onder contract staat bij Rangers FC.

## Statistieken
| Seizoen         | Club            | Competitie      | Premiership | Premiership | Scottish Cup | Scottish Cup | League Cup | League Cup | Challenge Cup | Challenge Cup | Europa | Europa | Totaal | Totaal |
| Seizoen         | Club            | Competitie      | Wed.        | Dlp.        | Wed.         | Dlp.         | Wed.       | Dlp.       | Wed.          | Dlp.          | Wed.   | Dlp.   | Wed.   | Dlp.   |
| --------------- | --------------- | --------------- | ----------- | ----------- | ------------ | ------------ | ---------- | ---------- | ------------- | ------------- | ------ | ------ | ------ | ------ |
| 2009-2010       | Rangers FC      | Premiership     | 6           | 1           | 3            | 0            | 1          | 0          | 0             | 0             | 0      | 0      | 10     | 1      |
| 2010-2011       | Rangers FC      | Premiership     | 0           | 0           | 0            | 0            | 2          | 1          | 0             | 0             | 0      | 0      | 2      | 1      |
| 2011-2012       | Rangers FC      | Premiership     | 0           | 0           | 1            | 0            | 0          | 0          | 0             | 0             | 0      | 0      | 1      | 0      |
| 2011-2012       | → Port Vale FC  | League Two      | 7           | 0           | 0            | 0            | 0          | 0          | 0             | 0             | 0      | 0      | 7      | 0      |
| 2011-2012       | Rangers FC      | Premiership     | 10          | 5           | 0            | 0            | 0          | 0          | 0             | 0             | 0      | 0      | 10     | 5      |
| 2012-2013       | Rangers FC      | League Two      | 28          | 22          | 3            | 0            | 3          | 1          | 2             | 2             | 0      | 0      | 36     | 25     |
| 2013-2014       | Rangers FC      | League One      | 20          | 5           | 3            | 0            | 1          | 0          | 4             | 1             | 0      | 0      | 28     | 6      |
| Carrière totaal | Carrière totaal | Carrière totaal | 71          | 33          | 10           | 0            | 7          | 2          | 6             | 3             | 0      | 0      | 94     | 38     |